# Mammoth Chapel
La Mammoth Chapel – ou Fort Yellowstone Chapel – est une chapelle américaine située à Mammoth, dans le comté de Park, dans le Wyoming.
Protégé au sein du parc national de Yellowstone, cet édifice de style gothique livré en janvier 1913 est une propriété contributrice à deux districts historiques : le district historique de Mammoth Hot Springs depuis le 20 mars 2002 et le fort Yellowstone depuis le 31 juillet 2003.
À l'intérieur, les vitraux représentent notamment Old Faithful et les chutes Yellowstone. La chapelle peut être utilisée pour des mariages.